# Dreisamtal

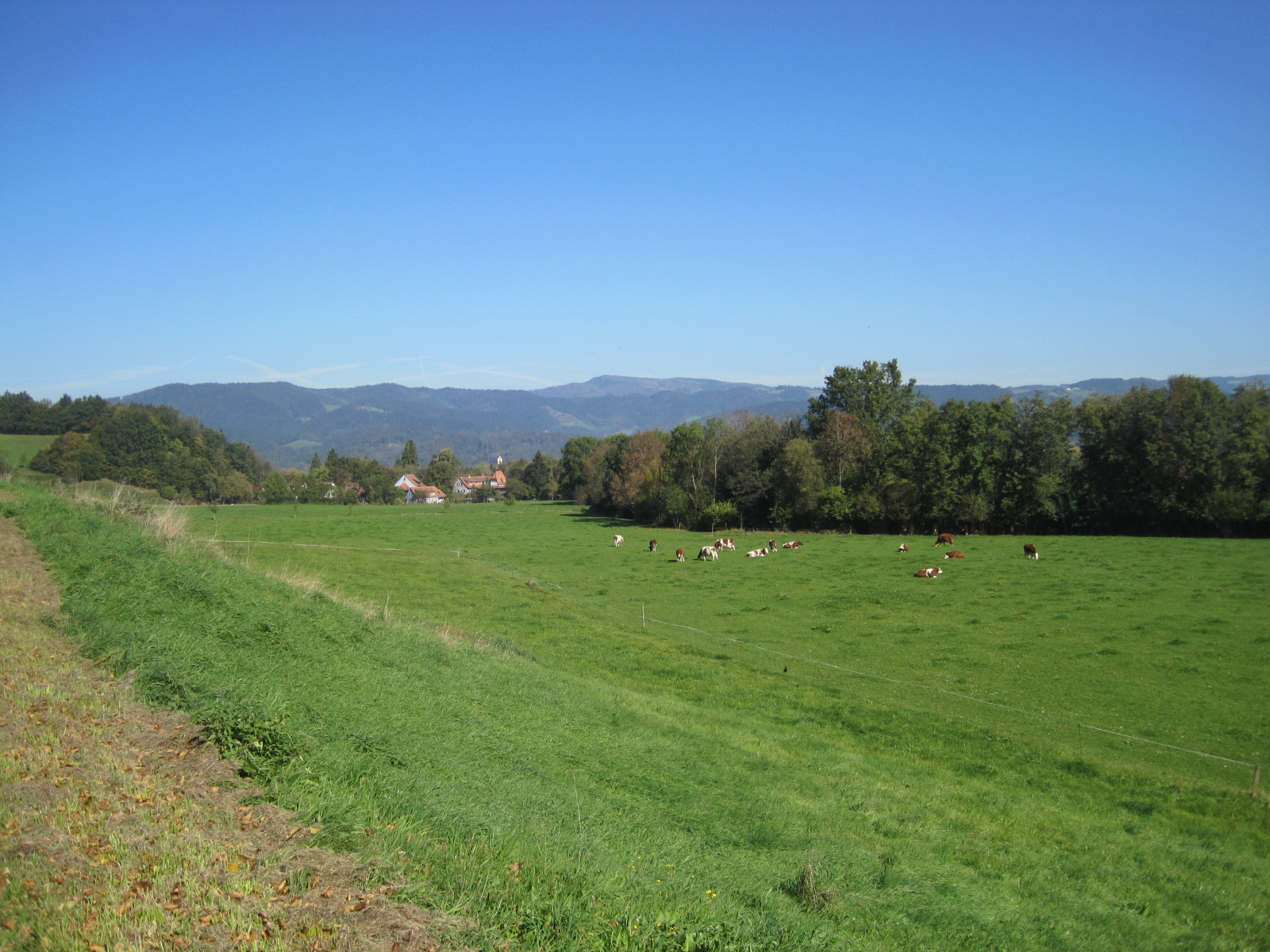
Grasende Kühe im Dreisamtal

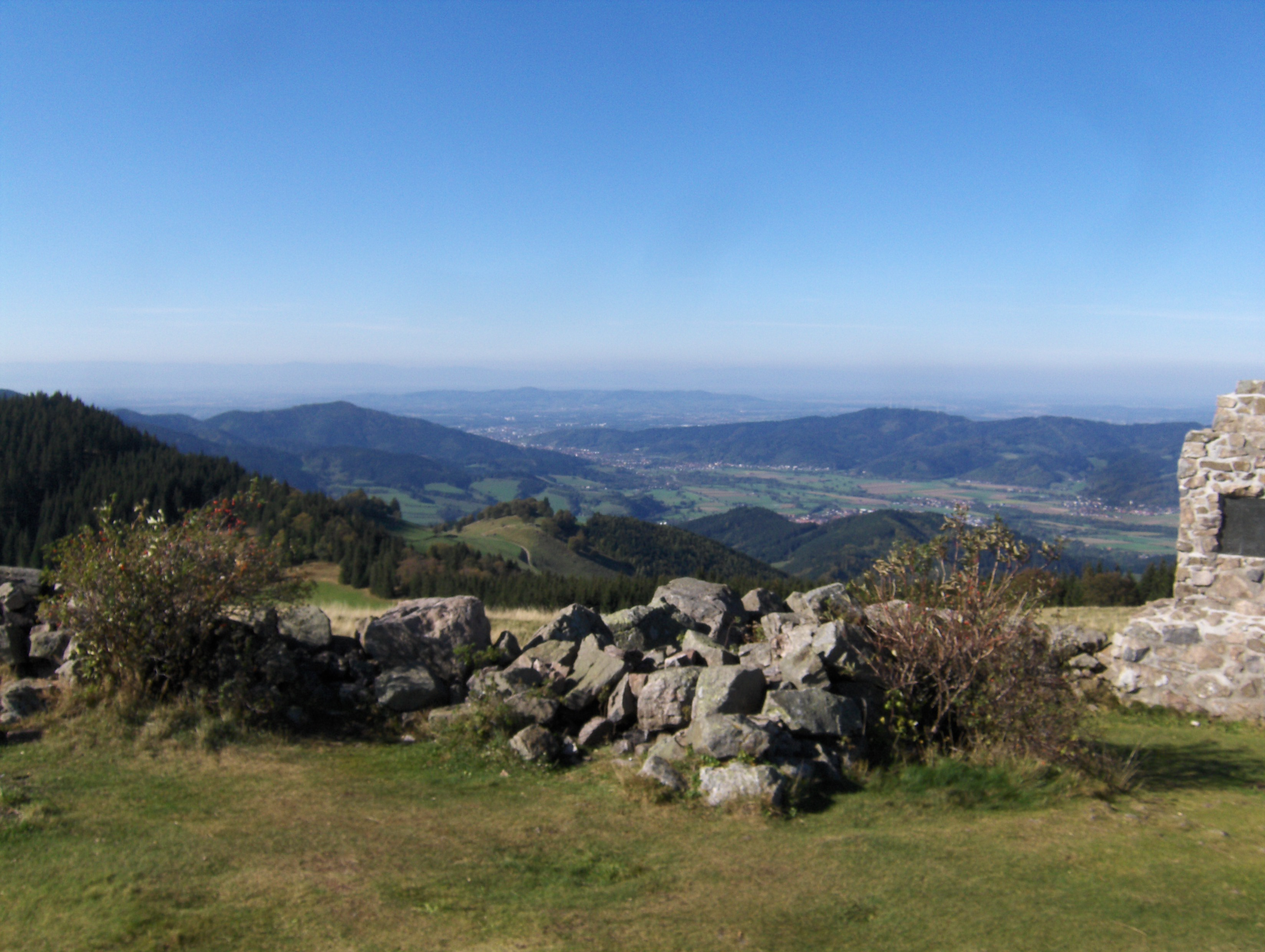
Blick vom Hinterwaldkopf in das Dreisamtal

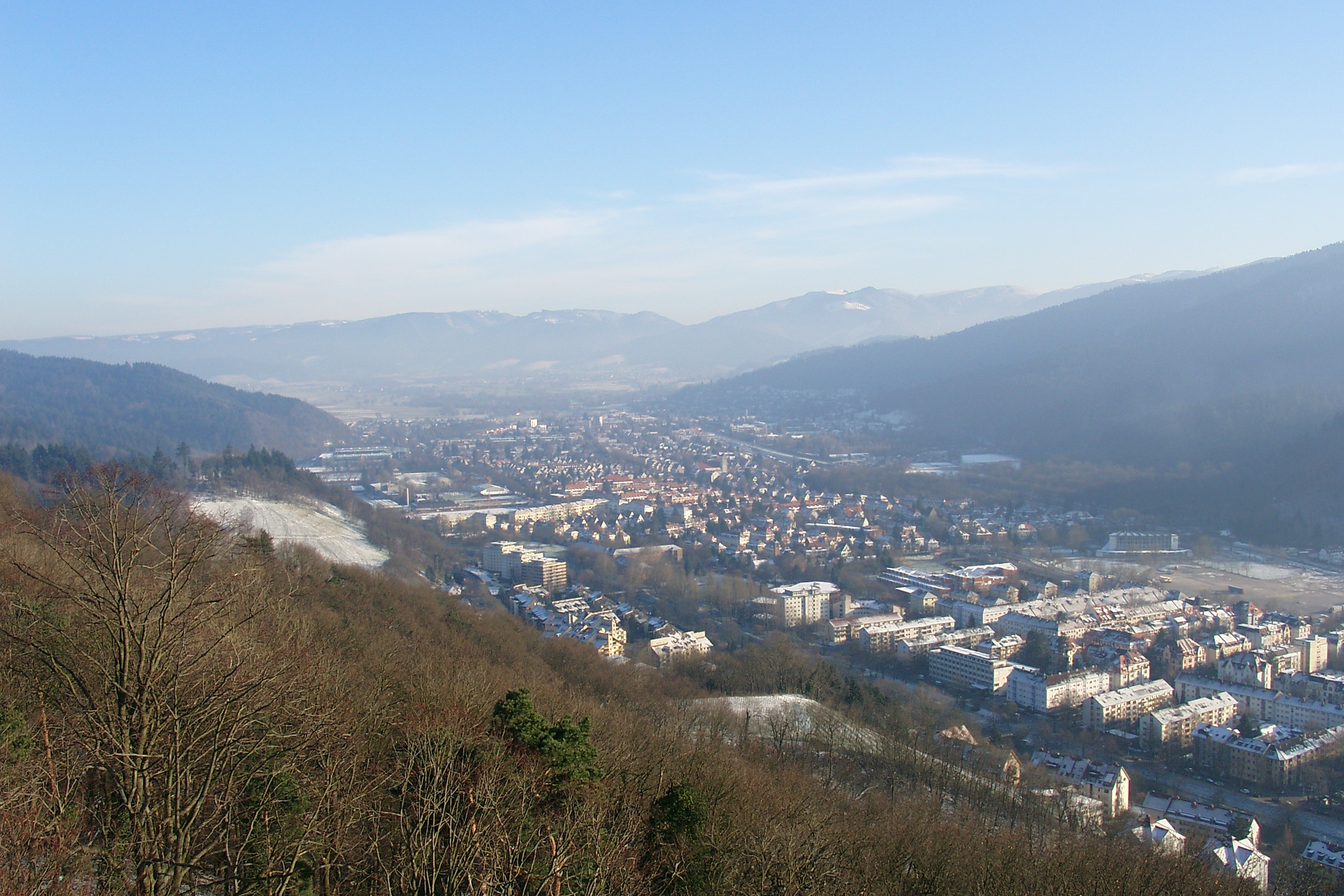
Blick von Freiburg in das winterliche Dreisamtal

Das Dreisamtal ist ein Tal östlich der Großstadt Freiburg im Breisgau im Naturpark Südschwarzwald in Baden-Württemberg (Deutschland). 

## Geographische Lage
Das Dreisamtal erstreckt sich wenige Kilometer östlich von Freiburg, wo es sich zu einem breiten ebenen Talgrund, dem Zartener Becken, aufweitet. Hauptort des Tals ist Kirchzarten mit dem Ortsteil Zarten, einer Siedlung keltischen Ursprungs (Tarodunum). Weitere Orte sind Stegen, wo das Eschbachtal von St. Peter her mündet, Buchenbach, wo das aus Richtung St. Märgen kommende Wagensteigtal und das von Hinterzarten kommende Höllental münden, und Oberried, wo das Oberrieder Tal vom Notschrei her mündet. Das Dreisamtal erstreckt sich bis zu den Ortsgrenzen der Freiburger Stadtteile Kappel, Ebnet und Littenweiler.

## Hydrologie
Durch das Dreisamtal, das durch Sedimentablagerungen der einfließenden und sich zur Dreisam vereinigenden Bäche gebildet wurde, fließt der namensgebende Fluss. Dem gesamten Tal werden jährlich mehr als 10 Millionen m³ Grundwasser vom Menschen entnommen, ein beträchtlicher Teil davon dient als Trinkwasser für die Stadt Freiburg. Der ebene Talboden ist daher teilweise Wasserschutzgebiet. (Zum Vergleich: Der jährliche Grundwasser-Abstrom aus dem Tal beträgt weniger als 15 Millionen m³.)

## Verkehr
Durch das Dreisamtal führen die B 31 und die Höllentalbahn, die jeweils von Freiburg in den Schwarzwald führen.

## Tourismus
Bei vielen Touristen ist das Dreisamtal hauptsächlich für seine Wander- und Mountainbikewege durch den Schwarzwald bekannt. Die Nähe zu Freiburg im Breisgau als auch die Nähe ins benachbarte Elsass machen das Dreisamtal zu einem beliebten Ausflugsziel. Leicht erreichbar sind vom Tal aus der Schauinsland und der Feldberg, der höchste Berg im Schwarzwald.
Die vier Gemeinden Kirchzarten, Stegen, Buchenbach und Oberried haben sich zusammengeschlossen, um das Dreisamtal gemeinsam touristisch zu bewerben.

## Landschaftsschutz
Teile des Dreisamtals sind als Landschaftsschutzgebiet ausgewiesen, von der östlichen Freiburger Stadtgrenze bis Buchenbach zwischen dem Unterlauf des Wagensteigbachs und dem Unterlauf des Rotbachs. 